# Bäckahäst

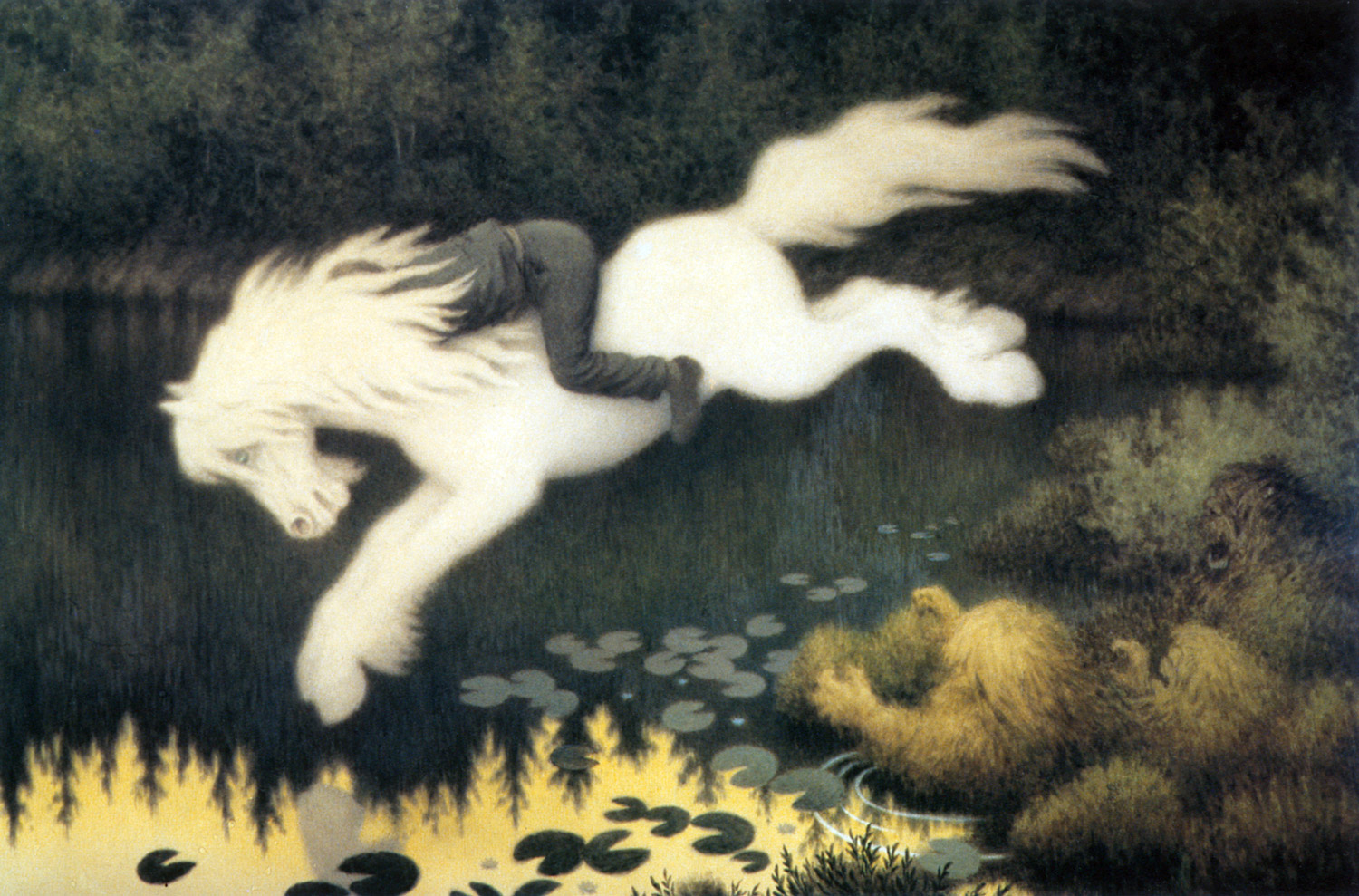
Um bäckahäst por Theodor Kittelsen.

Os Bäckahästen ou bækhesten (literalmente "Cavalo dos córregos") é um cavalo fantástico do folclore escandinavo, bastante parecido com o kelpie. Ele se baseia em um majestoso cavalo branco que aparece próximo aos rios, principalmente durante nevoeiros. Aquele que monta em suas costas se torna incapaz de descer. O cavalo então saltava no rio e matava afogado o cavaleiro. O cavalo dos córregos pode, assim como o kelpie, ser colocado para trabalhar no arado, ou porque ele tenta enganar uma pessoa, porque a vítima é mais esperta que ele.